# Bric del Tesoro
Il Bric del Tesoro (Bric Castëlats [ˈbɾik kaʃ.ˈtlɒts] in piemontese), è una montagna dell'Appennino Ligure che raggiunge gli 860.3 metri s.l.m.

## Toponimo
La montagna in passato era nota anche come Bric Catlas o Castellazzo.

## Descrizione
Il Bric del Tesoro è posto alla convergenza tra le valli del Letimbro, dell'Erro e della Bormida di Spigno. Si trova sullo spartiacque ligure/padano. Rappresenta il punto più alto della Riserva naturalistica dell'Adelasia e si trova in comune di Cairo Montenotte. È una delle prime montagne di un certo rilievo dell'Appennino Ligure ad est della bocchetta di Altare.
La faggeta che ricopre le pendici della montagna è composta da alberi secolari ed è giudicata, oltre che molto bella, di particolare interesse forestale.

## Storia

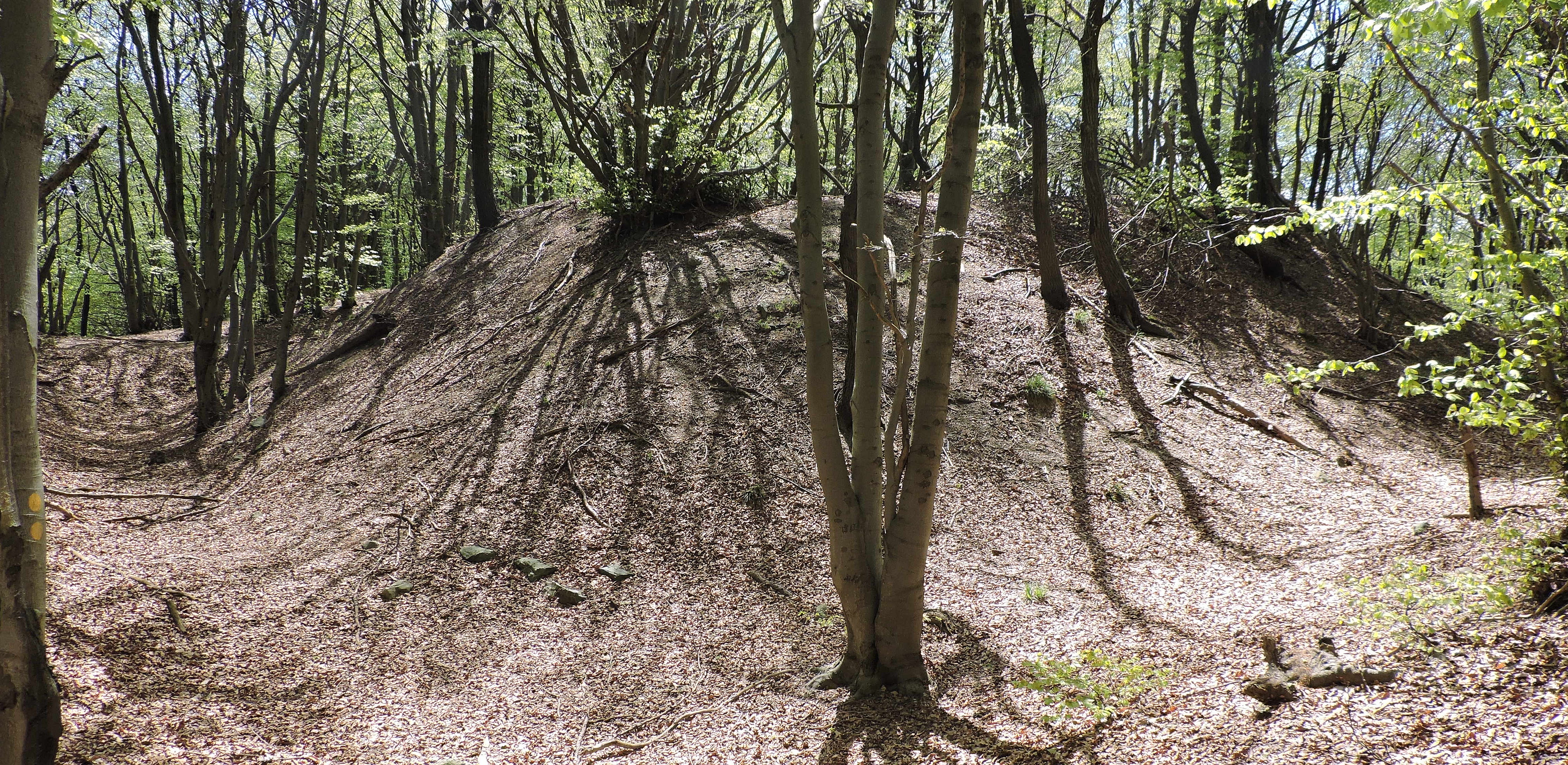
I trinceramenti sulla cima del monte

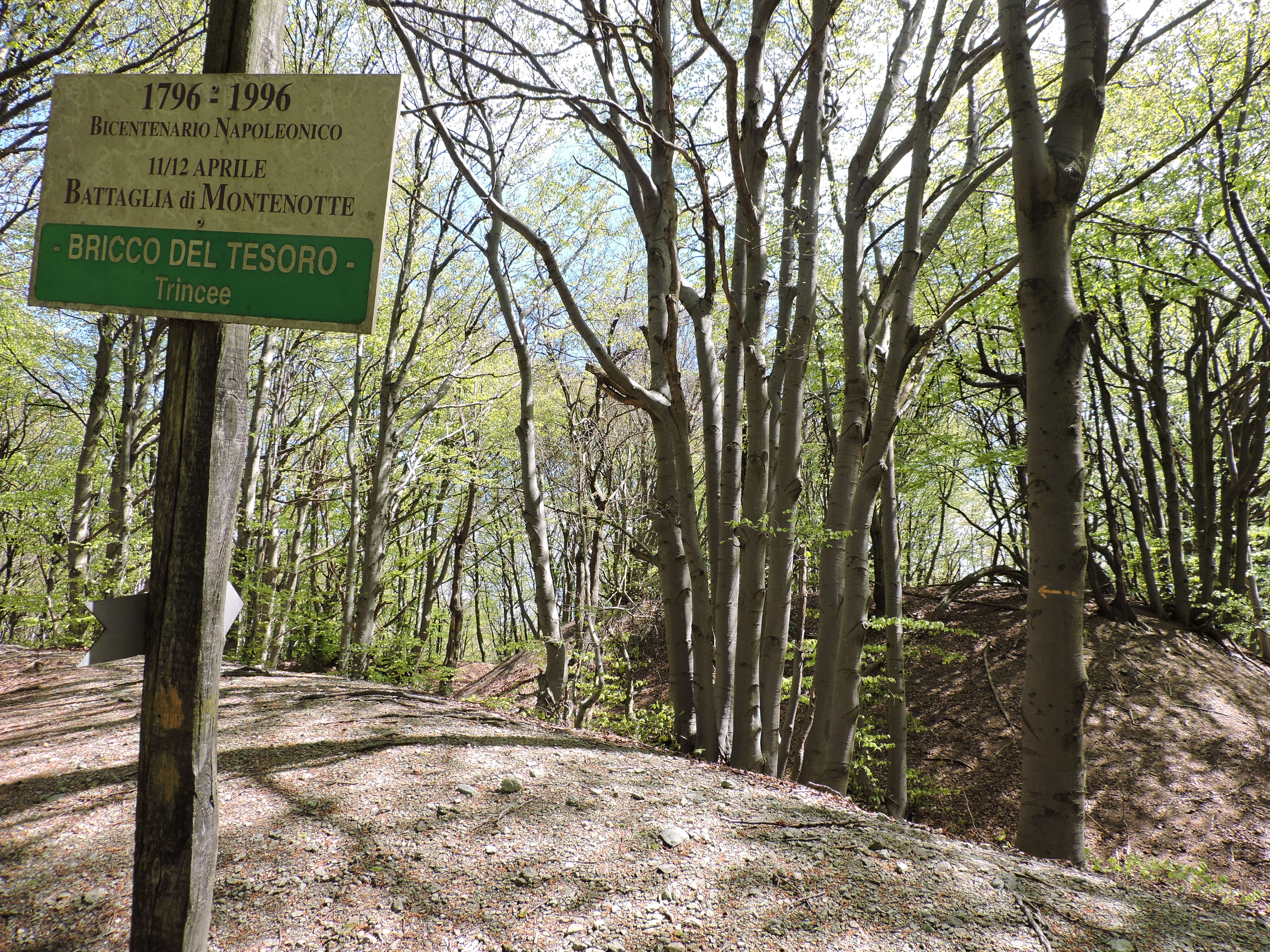
Cartello per il bicentenario della battaglia

Sul Bric del Tesoro durante le ostilità collegate alla battaglia di Montenotte (11-12 aprile 1796) le truppe austriache riutilizzarono un trinceramento difensivo risalente alla Guerra di Successione Austriaca (1746). Il generale Argentau dislocò sulla montagna un battaglione per proteggere il fianco destro dello schieramento austro-piemontese.
Le trincee, sia pure ormai immerse all'interno del bosco, sono tuttora chiaramente visibili sulla cima della montagna.

## Accesso alla vetta
Una comoda via per salire alla cima è quella che si stacca dalla SP12 Altare-Montenotte Superiore e, dopo aver raggiunto la cascina Miera tramite uno sterrato, prosegue fino al Bric del Tesoro per il crinale sud-est. Si tratta di un percorso che si svolge quasi interamente all'interno di fitte faggete.
Il Bric del Tesoro può essere raggiunto anche da est con una breve digressione dal percorso della tappa n.17 dell'Alta Via dei Monti Liguri, tappa che conduce dalle Meugge al colle di Cadibona.

## Punti di appoggio
- Cascina Miera, a 770 metri s.l.m..[8].